# Tuda Tiris
Der Tuda Tiris (tetum Be Tuda Tiris) ist ein osttimoresischer Wasserfall im Nordwesten der Gemeinde Aileu. Ein Zufluss des Rio Comoro fällt hier etwa 30 Meter eine Felswand herab. Der Wasserfall befindet sich etwa 40 Minuten zu Fuß, westlich des Dorfes Borolete in der Aldeia Ornai (Suco Cotolau).
Die Umgebung ist bewaldet. Von hier gibt es eine Reihe von Berichten über verschiedene Tiere, die in der Umgebung vorkommen. Libellen, wie Orthetrum pruinosum schneideri, Rhinocypha pagenstecheri timorana, Orthetrum testaceum und Trithemis lilacina, Vögel, wie den Brustbandschnäpper (Ficedula timorensis), oder den Timor-Flugdrachen (Draco timoriensis).